# سبرات موريسون
سبرات موريسون(بالإنجليزية: sprat morrison) هو كتاب للأطفال نُشر عام 1972، ويُعد أول رواية كتبتها المؤلفة الجامايكية جين دي كوستا.
تدور أحداث الكتاب حول مغامرات صبي صغير يعيش في بابين، إحدى ضواحي كينغستون. ويُدرّس هذا الكتاب على نطاق واسع في المدارس الكاريبية.
سبرات موريسون هو جزء من سلسلة كتب تُعرف باسم آفاق، وهي سلسلة موجهة للقراء الكاريبيين الذين تتراوح أعمارهم بين 11 و 14 عاماً.